# أسنغران
أسنغران هي قرية في مقاطعة أرومية، إيران. يقدر عدد سكانها بـ 64 نسمة بحسب إحصاء 2016.